# Mr. Lordi

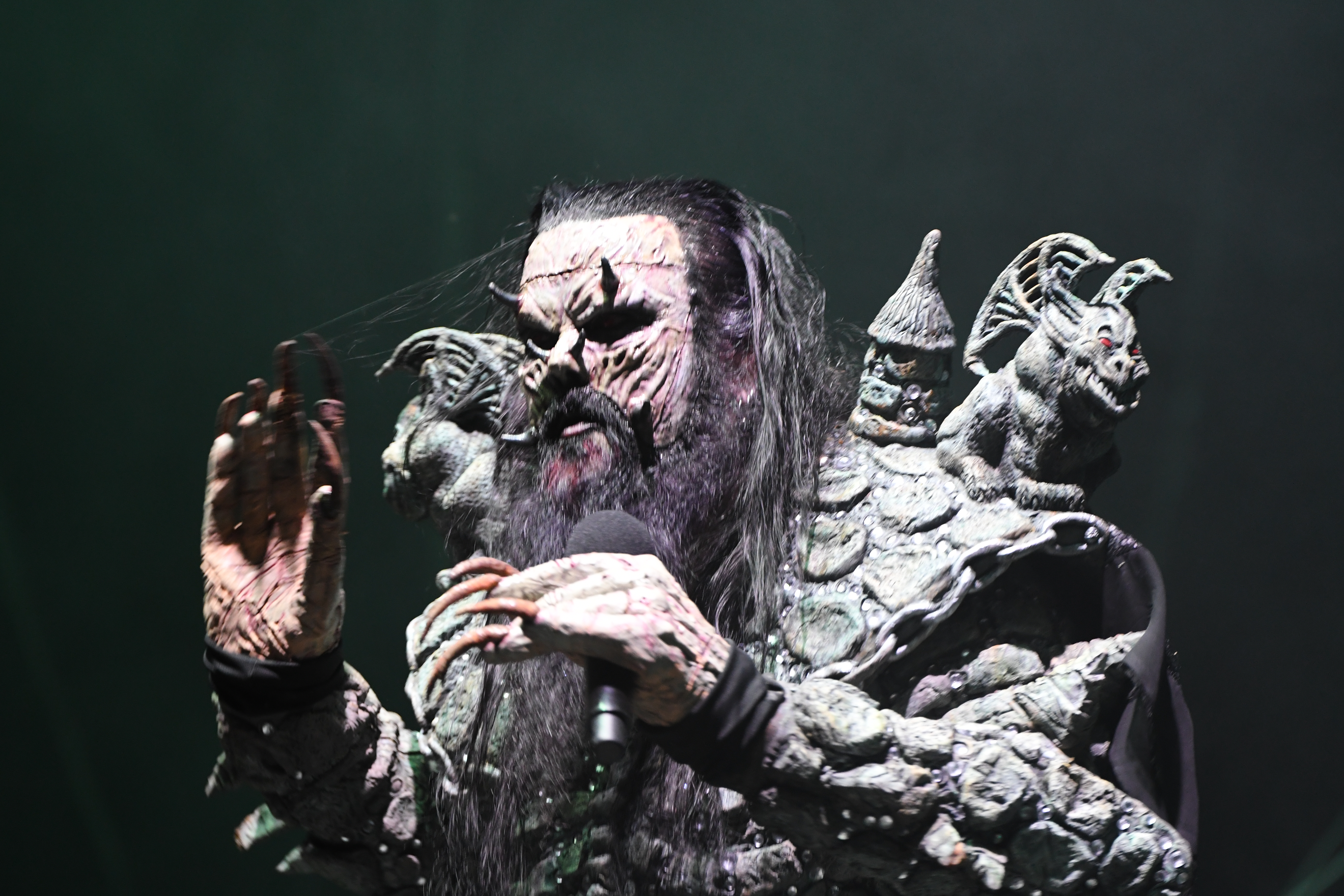
Mr. Lordi, 2023

Mr.Lordi (numele real fiind Tomi Petteri Putaansuu), (n. 15 februarie 1974, Rovaniemi, Finlanda). Este solistul și liderul trupei heavy metal\hard rock Lordi care a câștigat ediția Eurovizionul din 2006. El este designerul costumelor de la Lordi și scriitorul multor melodi ale trupei. El era pasionat de hard rock încă din copilarie fiind un fan a celor de la Kiss.
El a înființat Lordi în 1996 de atunci având 5 albume de studio și două albume de compilație.
Împreună cu trupa el a făcut două filme The Kin(2004) și Dark Floors(2008).